# Lista zawodowych mistrzów świata wagi lekkopółśredniej w boksie
Waga lekkopółśrednia jest jedną z pierwszych kategorii boksu zawodowego. Została wprowadzona w roku 1920. Mistrzowie byli odnotowywani od roku 1922 do 1935, w roku 1946 a następnie od 1959 do dzisiaj. Jej limit wynosi 140 funtów (63,5 kg).
Pierwszym uznawanym mistrzem świata był od roku 1922 Amerykanin Pinky Mitchell. Do roku 1968 był jeden powszechnie uznawany mistrz świata. Po powstaniu nowych organizacji boksu zawodowego, każda uznaje swoich mistrzów świata i prowadzi własne listy bokserów ubiegających się o tytuł. Poniżej zestawiono mistrzów świata powszechnie uznanych oraz czterech podstawowych organizacji boksu zawodowego:
- World Boxing Association (WBA) powstała w roku 1962 na bazie istniejącej od 1921 roku National Boxing Association (NBA),
- World Boxing Council (WBC) założona w roku 1963,
- International Boxing Federation (IBF) założona w 1983,
- World Boxing Organization (WBO) założona w roku 1988.

| Zdobycie tytułu | Utrata tytułu        | Mistrz                 | Mistrz            | Organizacja     | Obrona tytułu |
| --- | -------------------- | ---------------------- | ----------------- | --------------- | ------------- |
| 15 listopada 1922 | 27 marca 1925        | Pinky Mitchell         | Stany Zjednoczone | Uniwersalny     | 2             |
| Po utworzeniu nowej kategorii wagowej Mitchell został uznany za mistrza. Po raz pierwszy w walce o tytuł 30 stycznia 1923 pokonał Buda Logana. 27 marca 1925 przegrał przez dyskwalifikację z Jamesem Redem Herringiem. Część prasy i opinii publicznej uważała, że była to walka o tytuł. |                      |                        |                   |                 |               |
| 21 września 1926 | 18 lutego 1930       | Mushy Callahan         | Stany Zjednoczone | NBA             | 3             |
| 18 lutego 1930 | 24 kwietnia 1931     | Jack Kid Berg          | Wielka Brytania   | NBA             | 6             |
| 24 kwietnia 1931 | 18 stycznia 1932     | Tony Canzoneri         | Stany Zjednoczone | Uniwersalny     | 3             |
| 18 stycznia 1932 | 20 lutego 1933       | Johnny Jadick          | Stany Zjednoczone | Uniwersalny     | 1             |
| 20 lutego 1933 | 21 maja 1933         | Battling Shaw          | Meksyk            | Uniwersalny     | 0             |
| 21 maja 1933 | 23 czerwca 1933      | Tony Canzoneri         | Stany Zjednoczone | Uniwersalny     | 0             |
| 23 czerwca 1933 | 9 kwietnia 1935      | Barney Ross            | Stany Zjednoczone | Uniwersalny     | 10            |
| Barney Ross zrezygnował z tytułu, przechodząc do wyższej kategorii. |                      |                        |                   |                 |               |
| 29 kwietnia 1946 | 1946                 | Tippy Larkin           | Stany Zjednoczone | Uniwersalny     | 1             |
| Larkin zdobył wakujący tytuł, wygrywając z Williem Joyce’em. Zrezygnował z tytułu, przechodząc do wyższej kategorii. |                      |                        |                   |                 |               |
| 12 czerwca 1959 | 1 września 1960      | Carlos Ortiz           | Portoryko         | Uniwersalny     | 2             |
| Ortiz został pierwszym mistrzem we wznowionej kategorii, wygrywając z Kennym Lanem. |                      |                        |                   |                 |               |
| 1 września 1960 | 14 września 1962     | Duilio Loi             | Włochy            | Uniwersalny     | 2             |
| 14 września 1962 | 15 grudnia 1962      | Eddie Perkins          | Stany Zjednoczone | WBA             | 0             |
| 15 grudnia 1962 | 1962                 | Duilio Loi             | Włochy            | WBA             | 0             |
| Duilio Loi pozostawił wakujący tytuł, ogłaszając zakończenie kariery. |                      |                        |                   |                 |               |
| 21 marca 1963 | 15 czerwca 1963      | Roberto Cruz           | Filipiny          | WBA             | 0             |
| 15 czerwca 1963 | 18 stycznia 1965     | Eddie Perkins          | Stany Zjednoczone | WBA i WBC       | 2             |
| 18 stycznia 1965 | 29 kwietnia 1966     | Carlos Hernández       | Wenezuela         | WBA i WBC       | 2             |
| 29 kwietnia 1966 | 30 kwietnia 1967     | Sandro Lopopolo        | Włochy            | WBA i WBC       | 1             |
| 30 kwietnia 1967 | 1968                 | Takeshi Fuji           | Stany Zjednoczone | WBA i WBC       | 1             |
| Fuji został pozbawiony tytułu WBC. |                      |                        |                   |                 |               |
| 1968 | 12 grudnia 1968      | Takeshi Fuji           | Stany Zjednoczone | WBA             | 0             |
| 12 grudnia 1968 | 10 marca 1972        | Nicolino Locche        | Argentyna         | WBA             | 5             |
| 14 grudnia 1968 | 31 stycznia 1970     | Pedro Adigue Jr.       | Filipiny          | WBC             | 0             |
| 31 stycznia 1970 | luty 1974            | Bruno Arcari           | Włochy            | WBC             | 9             |
| Arcari pozostawił wakujący tytuł, przechodząc do kategorii półśredniej. |                      |                        |                   |                 |               |
| 10 marca 1972 | 28 października 1972 | Alfonso Frazer         | Panama            | WBA             | 0             |
| 28 października 1972 | 6 marca 1976         | Antonio Cervantes      | Kolumbia          | WBA             | 10            |
| 21 września 1974 | 15 lipca 1975        | Perico Fernandez       | Hiszpania         | WBC             | 1             |
| 15 lipca 1975 | 30 czerwca 1976      | Saensak Muangsurin     | Tajlandia         | WBC             | 1             |
| 6 marca 1976 | 1977                 | Wilfred Benítez        | Portoryko         | WBA             | 2             |
| Benítez został pozbawiony tytułu WBA. |                      |                        |                   |                 |               |
| 30 czerwca 1976 | 29 października 1976 | Miguel Velasquez       | Hiszpania         | WBC             | 0             |
| 29 października 1976 | 30 grudnia 1978      | Saensak Muangsurin     | Tajlandia         | WBC             | 7             |
| 25 czerwca 1977 | 2 sierpnia 1980      | Antonio Cervantes      | Kolumbia          | WBA             | 6             |
| 30 grudnia 1978 | 23 lutego 1980       | Sang Hyun Kim          | Korea Południowa  | WBC             | 2             |
| 23 lutego 1980 | 26 czerwca 1982      | Saoul Mamby            | Stany Zjednoczone | WBC             | 5             |
| 2 sierpnia 1980 | 1983                 | Aaron Pryor            | Stany Zjednoczone | WBA             | 8             |
| Pryor ogłosił zakończenie kariery po zwycięskiej walce z Alexisem Arguello 9 września 1983. Powrócił wkrótce, zostając inauguracyjnym mistrzem IBF. |                      |                        |                   |                 |               |
| 26 czerwca 1982 | 18 maja 1983         | Leroy Haley            | Stany Zjednoczone | WBC             | 2             |
| 18 maja 1983 | 29 stycznia 1984     | Bruce Curry            | Stany Zjednoczone | WBC             | 2             |
| 22 stycznia 1984 | 1 czerwca 1984       | Johnny Bumphus         | Stany Zjednoczone | WBA             | 0             |
| 29 stycznia 1984 | 21 sierpnia 1985     | Billy Costello         | Stany Zjednoczone | WBC             | 3             |
| 1 czerwca 1984 | 21 lipca 1985        | Gene Hatcher           | Stany Zjednoczone | WBA             | 1             |
| 1984 | 1985                 | Aaron Pryor            | Stany Zjednoczone | IBF             | 2             |
| Pryor otrzymał tytuł federacji IBF, zostając jej inauguracyjnym mistrzem. Utracił go, zawieszając karierę. |                      |                        |                   |                 |               |
| 21 lipca 1985 | 15 marca 1986        | Ubaldo Nestor Sacco    | Argentyna         | WBA             | 0             |
| 21 sierpnia 1985 | 5 maja 1986          | Lonnie Smith           | Stany Zjednoczone | WBC             | 0             |
| 15 marca 1986 | 4 lipca 1987         | Patrizio Oliva         | Włochy            | WBA             | 2             |
| 26 kwietnia 1986 | 30 października 1986 | Gary Hinton            | Stany Zjednoczone | IBF             | 0             |
| 5 maja 1986 | 24 lipca 1986        | Rene Arredondo         | Meksyk            | WBC             | 0             |
| 24 lipca 1986 | 22 lipca 1987        | Tsuyoshi Hamada        | Japonia           | WBC             | 1             |
| 30 października 1986 | 4 marca 1987         | Joe Manley             | Stany Zjednoczone | IBF             | 0             |
| 4 marca 1987 | grudzień 1987        | Terry Marsh            | Wielka Brytania   | IBF             | 1             |
| Marsh ogłosił zakończenie kariery. |                      |                        |                   |                 |               |
| 4 lipca 1987 | 17 sierpnia 1990     | Juan Martin Coggi      | Argentyna         | WBA             | 4             |
| 22 lipca 1987 | 12 listopada 1987    | Rene Arredondo         | Meksyk            | WBC             | 0             |
| 12 listopada 1987 | 13 maja 1989         | Roger Mayweather       | Stany Zjednoczone | WBC             | 4             |
| 14 lutego 1988 | 3 września 1988      | James McGirt           | Stany Zjednoczone | IBF             | 1             |
| 3 września 1988 | 17 marca 1990        | Meldrick Taylor        | Stany Zjednoczone | IBF             | 2             |
| 6 marca 1989 | 23 lutego 1991       | Héctor Camacho         | Portoryko         | WBO             | 2             |
| 13 maja 1989 | 17 marca 1990        | Julio César Chávez     | Meksyk            | WBC             | 3             |
| 17 marca 1990 | 18 marca 1991        | Julio César Chávez     | Meksyk            | WBC i IBF       | 3             |
| Chávez zrezygnował z obrony tytułu IBF. |                      |                        |                   |                 |               |
| 17 kwietnia 1990 | 14 czerwca 1991      | Loreto Garza           | Stany Zjednoczone | WBA             | 1             |
| 23 lutego 1991 | 18 maja 1991         | Greg Haugen            | Stany Zjednoczone | WBO             | 0             |
| 18 marca 1991 | 29 stycznia 1994     | Julio César Chávez     | Meksyk            | WBC             | 8             |
| 18 maja 1991 | 1992                 | Héctor Camacho         | Portoryko         | WBO             | 0             |
| Camacho zrezygnował z tytułu WBO, przystępując do walki o tytuł WBC z Julio Césarem Chávezem. |                      |                        |                   |                 |               |
| 14 czerwca 1991 | 10 kwietnia 1992     | Edwin Rosario          | Portoryko         | WBA             | 0             |
| 7 grudnia 1991 | 18 lipca 1992        | Rafael Pineda          | Kolumbia          | IBF             | 1             |
| 10 kwietnia 1992 | 9 września 1992      | Akinobu Hiranaka       | Japonia           | WBA             | 0             |
| 29 czerwca 1992 | 7 czerwca 1993       | Carlos González        | Meksyk            | WBO             | 3             |
| 18 lipca 1992 | 1992                 | Pernell Whitaker       | Stany Zjednoczone | IBF             | 0             |
| Whitaker zrezygnował z tytułu, przechodząc do kategorii półśredniej. |                      |                        |                   |                 |               |
| 9 września 1992 | 12 stycznia 1993     | Morris East            | Filipiny          | WBA             | 0             |
| 12 stycznia 1993 | 17 września 1994     | Juan Martin Coggi      | Argentyna         | WBA             | 6             |
| 15 maja 1993 | 13 lutego 1994       | Charles Murray         | Stany Zjednoczone | IBF             | 2             |
| 7 czerwca 1993 | 27 lipca 1994        | Zack Padilla           | Stany Zjednoczone | WBO             | 4             |
| Padilla zwakował tytuł, ogłaszając zakończenie kariery. |                      |                        |                   |                 |               |
| 29 stycznia 1994 | 7 maja 1994          | Frankie Randall        | Stany Zjednoczone | WBC             | 0             |
| 13 lutego 1994 | 28 stycznia 1995     | Jake Rodriguez         | Portoryko         | IBF             | 2             |
| 7 maja 1994 | 7 czerwca 1996       | Julio César Chávez     | Meksyk            | WBC             | 4             |
| 17 września 1994 | 13 stycznia 1996     | Frankie Randall        | Stany Zjednoczone | WBA             | 2             |
| 28 stycznia 1995 | 31 maja 1997         | Konstantin Cziu        | Australia         | IBF             | 5             |
| 20 lutego 1995 | 9 marca 1996         | Sammy Fuentes          | Portoryko         | WBO             | 1             |
| 13 stycznia 1996 | 16 sierpnia 1996     | Juan Martin Coggi      | Argentyna         | WBA             | 0             |
| 9 marca 1996 | 29 maja 1998         | Giovanni Parisi        | Włochy            | WBO             | 5             |
| 7 czerwca 1996 | 1997                 | Óscar de la Hoya       | Stany Zjednoczone | WBC             | 1             |
| De la Hoya zwakował tytuł, przechodząc do kategorii półśredniej. |                      |                        |                   |                 |               |
| 16 sierpnia 1996 | 11 stycznia 1997     | Frankie Randall        | Stany Zjednoczone | WBA             | 0             |
| 11 stycznia 1997 | 10 października 1998 | Khalid Rahilou         | Maroko            | WBA             | 2             |
| 31 maja 1997 | 20 lutego 1999       | Vince Phillips         | Stany Zjednoczone | IBF             | 3             |
| 29 maja 1998 | 15 maja 1999         | Carlos González        | Meksyk            | WBO             | 0             |
| 10 października 1998 | 3 lutego 2001        | Sharmba Mitchell       | Stany Zjednoczone | WBA             | 4             |
| 20 lutego 1999 | 2000                 | Terron Millett         | Stany Zjednoczone | IBF             | 1             |
| Millett został pozbawiony tytułu ze względu na brak aktywności. |                      |                        |                   |                 |               |
| 15 maja 1999 | 22 lipca 2000        | Randall Bailey         | Stany Zjednoczone | WBO             | 2             |
| 21 sierpnia 1999 | 3 lutego 2001        | Konstantin Cziu        | Australia         | WBC             | 3             |
| 12 lutego 2000 | 3 listopada 2001     | Zab Judah              | Stany Zjednoczone | IBF             | 5             |
| 22 lipca 2000 | 25 czerwca 2001      | Ener Julio             | Kolumbia          | WBO             | 0             |
| Julio został pozbawiony tytułu ze względu na brak aktywności. |                      |                        |                   |                 |               |
| 3 lutego 2001 | 3 listopada 2001     | Konstantin Cziu        | Australia         | WBA Super i WBC | 2             |
| 30 czerwca 2001 | 12 lipca 2003        | DeMarcus Corley        | Stany Zjednoczone | WBO             | 2             |
| DeMarcus zdobył wakujący tytuł, zwyciężając Felixa Floresa przez TKO w 1r. |                      |                        |                   |                 |               |
| 3 listopada 2001 | styczeń 2004         | Konstantin Cziu        | Australia         | WBA, WBC i IBF  | 2             |
| Tszyu został pozbawiony tytułów WBA i WBC. |                      |                        |                   |                 |               |
| 19 stycznia 2003 | 4 czerwca 2005       | Konstantin Cziu        | Australia         | IBF             | 1             |
| 12 lipca 2003 | 25 czerwca 2005      | Vivian Harris          | Gujana            | WBA             | 2             |
| 12 lipca 2003 | 2004                 | Zab Judah              | Stany Zjednoczone | WBO             | 1             |
| Zab Judah zrezygnował z tytułu, przechodząc do kategorii półśredniej. |                      |                        |                   |                 |               |
| 24 stycznia 2004 | 25 czerwca 2005      | Arturo Gatti           | Kanada            | WBC             | 2             |
| 11 września 2004 | 27 października 2006 | Miguel Cotto           | Portoryko         | WBO             | 6             |
| Cotto zrezygnował z tytułu, przechodząc do kategorii półśredniej. |                      |                        |                   |                 |               |
| 4 czerwca 2005 | 26 listopada 2005    | Ricky Hatton           | Wielka Brytania   | IBF             | 1             |
| 25 czerwca 2005 | 2005                 | Floyd Mayweather Jr.   | Stany Zjednoczone | WBC             | 0             |
| Mayweather zwakował tytuł, przechodząc do kategorii półśredniej. |                      |                        |                   |                 |               |
| 25 czerwca 2005 | 26 listopada 2005    | Carlos Maussa          | Kolumbia          | WBA             | 0             |
| 26 listopada 2005 | 2006                 | Ricky Hatton           | Wielka Brytania   | WBA i IBF       | 0             |
| Hatton zrezygnował z tytułów IBF (29 marca) i WBA (4 maja), przechodząc czasowo do kategorii półśredniej. |                      |                        |                   |                 |               |
| 30 czerwca 2006 | 20 stycznia 2007     | Juan Urango            | Kolumbia          | IBF             | 0             |
| 2 września 2006 | 21 lipca 2007        | Souleymane M’Baye      | Francja           | WBA             | 1             |
| 15 września 2006 | 10 maja 2008         | Junior Witter          | Wielka Brytania   | WBC             | 2             |
| 18 listopada 2006 | 5 lipca 2008         | Ricardo Torres         | Kolumbia          | WBO             | 2             |
| 20 stycznia 2007 | luty 2007            | Ricky Hatton           | Wielka Brytania   | IBF             | 0             |
| Hatton zrezygnował z tytułu, wybierając walkę z Jose Luisem Castillo zamiast z obowiązkowym pretendentem Lovemore N’dou. |                      |                        |                   |                 |               |
| luty 2007 | 16 czerwca 2007      | Lovemore N’dou         | Australia         | IBF             | 0             |
| N’dou 4 lutego 2007 pokonał w walce eliminacyjnej do tytułu rodaka Naoufela Ben Rabeha. Po rezygnacji Ricky Hattona z tytułu został awansowany na mistrza. |                      |                        |                   |                 |               |
| 16 czerwca 2007 | 19 września 2008     | Paul Malignaggi        | Stany Zjednoczone | IBF             | 2             |
| Malignaggi zrezygnował z tytułu, wybierając walkę z Ricky Hattonem zamiast z obowiązkowym pretendentem Hermanem Ngoudjo. |                      |                        |                   |                 |               |
| 21 lipca 2007 | 22 marca 2008        | Gavin Rees             | Wielka Brytania   | WBA             | 0             |
| 22 marca 2008 | 18 lipca 2009        | Andrij Kotelnyk        | Ukraina           | WBA             | 2             |
| 10 maja 2008 | 4 kwietnia 2009      | Timothy Bradley        | Stany Zjednoczone | WBC             | 2             |
| 5 lipca 2008 | 4 kwietnia 2009      | Kendall Holt           | Stany Zjednoczone | WBO             | 1             |
| 30 stycznia 2009 | 6 marca 2010         | Juan Urango            | Kolumbia          | IBF             | 1             |
| 4 kwietnia 2009 | 28 kwietnia 2009     | Timothy Bradley        | Stany Zjednoczone | WBC i WBO       | 0             |
| Bradley został pozbawiony tytułu WBC za odmowę walki z obowiązkowym pretendentem Devonem Alexandrem. |                      |                        |                   |                 |               |
| 28 kwietnia 2009 | 29 stycznia 2011     | Timothy Bradley        | Stany Zjednoczone | WBO             | 3             |
| 18 lipca 2009 | 23 lipca 2011        | Amir Khan              | Wielka Brytania   | WBA             | 5             |
| 1 sierpnia 2009 | 6 marca 2010         | Devon Alexander        | Stany Zjednoczone | WBC             | 1             |
| 6 marca 2010 | 2010                 | Devon Alexander        | Stany Zjednoczone | WBC i IBF       | 1             |
| Alexander został pozbawiony tytułu IBF za unikanie walki z obowiązkowym pretendentem Kaizerem Mabuzą. |                      |                        |                   |                 |               |
| 2010 | 29 stycznia 2011     | Devon Alexander        | Stany Zjednoczone | WBC             | 0             |
| 29 stycznia 2011 | lipiec 2011          | Timothy Bradley        | Stany Zjednoczone | WBC i WBO       | 0             |
| Bradley został pozbawiony tytułu WBC za brak aktywności. |                      |                        |                   |                 |               |
| lipiec 2011 | czerwiec 2012        | Timothy Bradley        | Stany Zjednoczone | WBO             | 0             |
| Bradley zrezygnował z tytułu, wybierając kategorię półśrednią, w której 9 czerwca 2012 został mistrzem WBO po zwycięstwie nad Mannym Pacquiao. |                      |                        |                   |                 |               |
| 5 marca 2011 | 23 lipca 2011        | Zab Judah              | Stany Zjednoczone | IBF             | 0             |
| 23 lipca 2011 | 10 grudnia 2011      | Amir Khan              | Wielka Brytania   | WBA Super i IBF | 0             |
| lipiec 2011 | lipiec 2012          | Marcos Maidana         | Argentyna         | WBA             | 1             |
| Maidana, który był od 27 czerwca 2009 mistrzem tymczasowym po awansie Amira Khana na super mistrza został mistrzem regularnym. Zrezygnował z tytułu, przechodząc do kategorii półśredniej.                                                                                                 |                      |                        |                   |                 |               |
| 17 września 2011 | 23 marca 2012        | Érik Morales           | Meksyk            | WBC             | 0             |
| Morales zdobył wakujący tytuł WBC po zwycięstwie nad Pablo Cesarem Cano. Stracił tytuł, nie mogąc dotrzymać limitu wagowego przed pojedynkiem z Dannym Garcią, który przegrał jednogłośnie na punkty.                                                                                      |                      |                        |                   |                 |               |
| 10 grudnia 2011 | czerwiec 2012        | Lamont Peterson        | Stany Zjednoczone | WBA Super i IBF | 0             |
| Peterson został pozbawiony tytułu WBA Super za stosowanie środków dopingujących. |                      |                        |                   |                 |               |
| 24 marca 2012 | 14 lipca 2012        | Danny García           | Stany Zjednoczone | WBC             | 0             |
| czerwiec 2012 | październik 2013     | Juan Manuel Márquez    | Meksyk            | WBO             |               |
| Márquez od 14 kwietnia 2012 po zwycięstwie nad Serhijem Fedczenką był mistrzem tymczasowym. Został awansowany na mistrza regularnego po rezygnacji z tytułu Timothy Bradleya. |                      |                        |                   |                 |               |
| czerwiec 2012 | 13 kwietnia 2015     | Lamont Peterson        | Stany Zjednoczone | IBF             | 3             |
| Peterson został pozbawiony tytułu mistrzowskiego IBF po porażce w towarzyskiej walce z Dannym Garcíą. |                      |                        |                   |                 |               |
| lipiec 2012 | 14 lipca 2012        | Amir Khan              | Wielka Brytania   | WBA Super       | 0             |
| Khan odzyskał tytuł WBA Super po dyskwalifikacji Lamonta Petersona za stosowanie środków dopingujących. |                      |                        |                   |                 |               |
| 14 lipca 2012 | 11 czerwca           | Danny García           | Stany Zjednoczone | WBC i WBA Super | 4             |
| García zrezygnował w czerwcu 2015 z mistrzostwa WBC, pozostając supermistrzem WBA. |                      |                        |                   |                 |               |
| 30 listopada 2012 | 12 kwietnia 2014     | Chabib Ałłachwierdijew | Rosja             | WBA             | 1             |
| Ałłachwierdijew zdobył wakujący tytuł, zwyciężając Joana Guzmána (Dominikana). |                      |                        |                   |                 |               |
| czerwiec 2013 | 19 października 2013 | Mike Alvarado          | Stany Zjednoczone | WBO             | 0             |
| Alvarado został mistrzem tymczasowym po zwycięstwie nad Brandonem Ríosem. Márquez wybrał walkę z Mannym Pacquiao, dzięki czemu zwakował pas i Amerykanin został pełnoprawnym mistrzem. |                      |                        |                   |                 |               |
| 19 października 2013 | 14 czerwca 2014      | Rusłan Prowodnikow     | Rosja             | WBO             | 0             |
| 12 kwietnia 2014 | 27 czerwca 1015      | Jessie Vargas          | Stany Zjednoczone | WBA             | 1             |
| Vargas zrezygnował z tytułu mistrzowskiego WBA przed walką z Timothym Bradleyem o tymczasowy tytuł WBO w wadze półśredniej. |                      |                        |                   |                 |               |
| 14 czerwca 2014 | 22 listopada 2014    | Christopher Algieri    | Stany Zjednoczone | WBO             | 0             |
| Algieri został pozbawiony tytułu mistrzowskiego WBO przed walką z Mannym Pacquiao o tytuł w wadze półśredniej. |                      |                        |                   |                 |               |
| 18 kwietnia 2015 | Nadal                | Terence Crawford       | Stany Zjednoczone | WBO             | 0             |
| Crawford zdobył wakujący tytuł po zwycięstwie nad Thomasem Dulorme z Portoryko. |                      |                        |                   |                 |               |
| 11 czerwca 2015 | Nadal                | Danny García           | Stany Zjednoczone | WBA Super       | 0             |
| 18 lipca 2015 | Nadal                | César Cuenca           | Argentyna         | IBF             | 0             |
| Cuenca zdobył wakujący tytuł po zwycięstwie nad Ik Yangiem z Chin. |                      |                        |                   |                 |               |